# Jana Coryn
Jana Coryn (* 26. Juni 1992 in Waregem) ist eine ehemalige belgische Fußballspielerin, die 18 Jahre lang für belgische und französische Vereine und 15 Jahre lang als Nationalspielerin aktiv gewesen ist.

## Vereinskarriere
Jana Coryn spielte, seit sie zehn Jahre alt geworden ist, bis zu ihrer Volljährigkeit bei Damesvoetbal (DaVo) Waregem. 2009 wurde sie als hoffnungsvolle Nachwuchsspielerin mit der Petite Étoile du football („Kleiner Stern des Fußballs“) ausgezeichnet. Im Erwachsenenbereich blieb die Angreiferin zunächst ihrer Heimatstadt treu und trug von 2010 bis 2012 den Dress des SV Zulte Waregem, unter anderem an der Seite von Tessa Wullaert. Allerdings wurde ihre Karriere dort durch eine langwierige Knieverletzung unterbrochen. Es schloss sich eine Saison beim RSC Anderlecht an, mit dem sie in der länderübergreifenden BeNe League antrat. Mit den Hauptstädtern gewann sie 2013 im belgischen Pokalwettbewerb (Beker van België) ihren ersten Titel. Da Anderlecht sich in der Folgesaison aus der BeNe-League zurückzog, wechselte Coryn für zwei Jahre zum Club Brügge und spielte 2015/16 für den Lierse SK, mit dem sie erneut Landespokalsiegerin und zudem Torschützenkönigin der Super League wurde. Neben dem Sport hat Coryn an der literarisch-philosophischen Fakultät der Universität Gent 2016 ihren Master mit einer französischsprachigen Arbeit über „Die unterschiedlichen Frauenbilder in den Märchen von Perrault und den Gebrüdern Grimm“ erworben.
Vom Lierse SK holte sie der ambitionierte seinerzeitige Zweitdivisionär Lille OSC auf die andere Seite der belgisch-französischen Grenze, und Jana Coryn war mit 24 Treffern – die ihr zugleich die Torjägerkrone der Liga einbrachten – maßgeblich daran beteiligt, dass der LOSC 2017 zum ersten Mal in seiner Vereinsgeschichte in die Division 1 Féminine aufstieg. Bei diesem Klub war sie nicht die einzige Belgierin; auch die Nationalspielerinnen Maud Coutereels und Silke Demeyere standen dort unter Vertrag. Im Oktober 2018 unterbrach eine Kreuzbandoperation ihre Karriere vorübergehend. Als Lille 2019 wieder in die Division 2 abstieg, kehrte Coryn nach Belgien zum RSC Anderlecht zurück.

### Nationalspielerin
Von 2007 bis 2009 stürmte Jana Coryn in 13 Partien für die belgische U-17-Auswahl, in denen sie sieben Tore schoss. Zwischen 2009 und 2011 wurde sie dann in 19 Begegnungen der U-19 Belgiens eingesetzt, wobei ihr gleichfalls sieben Treffer gelangen.
Im November 2011 debütierte sie schließlich mit einem Kurzeinsatz gegen Bulgarien in der A-Nationalmannschaft („Red Flames“, also „Rote Flammen“ genannt), aber regelmäßig wird sie erst seit 2016 berufen – und auch dann blieb ihr häufig nur die Rolle einer Ergänzungsspielerin. Bei der Europameisterschaft 2017 in den Niederlanden gehörte sie zum belgischen Kader und wurde in allen drei Gruppenspielen eingesetzt, stand aber in keiner der Begegnungen in der Startformation. Beim Zypern-Cup 2018 bestritt sie sämtliche vier Begegnungen Belgiens und erzielte dort gegen Österreich ein Tor. Aktuell hat Jana Coryn es auf insgesamt 29 Länderspiele für die „Red Flames“ gebracht und dabei zwei Treffer erzielt. (Stand: 10. April 2018)

## Palmarès
- Belgischer Pokalsieger: 2013, 2016

## Auszeichnungen
- Torschützenkönigin der belgischen Super League: 2016
- Petite Étoile du Football (beste Nachwuchsspielerin): 2009